# Junko Ozawa
Junko Ozawa (小澤 純子, Ozawa Junko, Kamakura, 7 december 1973) is een Japans voormalig voetbalster.

## Carrière
Ozawa speelde voor onder meer Fujita SC Mercury.
Zij nam met het Japans vrouwenvoetbalelftal deel aan de wereldkampioenschappen in 1995. Japan werd uitgeschakeld in de eerste knock-outronde door de Verenigde Staten. Daar stond zij opgesteld in alle vier de wedstrijden van Japan. Ozawa nam met het Japans vrouwenvoetbalelftal deel aan de Olympische Zomerspelen in 1996. Zij speelde twee wedstrijden tegen Duitsland en Brazilië. Japan werd uitgeschakeld in de groepsfase.

## Statistieken
| Japans vrouwenvoetbalelftal | Japans vrouwenvoetbalelftal | Japans vrouwenvoetbalelftal |
| Jaar                        | Wed.                        | Dlp.                        |
| --------------------------- | --------------------------- | --------------------------- |
| 1993                        | 4                           | 0                           |
| 1994                        | 6                           | 0                           |
| 1995                        | 5                           | 0                           |
| 1996                        | 5                           | 0                           |
| 1997                        | 1                           | 0                           |
| Totaal                      | 21                          | 0                           |